# Estació de València-Cabanyal
L'Estació del Cabanyal, oficialment València-Cabanyal és una estació de ferrocarril subterrani, situat al final de l'avinguda de Blasco Ibáñez i a l'extrem occidental del barri del Cabanyal. Fou el resultat del soterrament de les línies de tren entre els barris del Grau de València i la Malva-rosa, (paral·leles amb l'actual carrer de la Serradora) que resultà en el tancament de l'antiga estació i la seua reconstrucció davall terra. Hom pot observar encara l'antiga estació situada una mica més al sud de l'actual estació.

## Instal·lacions
Es consisteix d'un edifici quadrat arran de terra, amb cafeteria i servei de bitllets, que comunica amb les vies per escales mecàniques. Hi ha només dues vies que es dirigeixen a l'estació central de València i a Sagunt. Dona servei doncs a les línies C-5 direcció Sogorb-Caudiel i C-6 direcció Castelló de la Plana i les línies L6 direcció Saragossa-Osca i L7 direcció Barcelona.

## Línies
| Procedència/Destinació     | <                                               | Línia | >                     | Procedència/Destinació              |
| -------------------------- | ----------------------------------------------- | ----- | --------------------- | ----------------------------------- |
| Rodalies València de Renfe |                                                 |       |                       |                                     |
| València-Nord              | València-Font de Sant Lluís                     | C-5   | Puçol                 | Caudiel                             |
| València-Nord              | València-Font de Sant Lluís                     | C-6   | Roca-Cúiper Albuixech | Castelló de la Plana Benicàssim     |
| Mitjana Distància de Renfe |                                                 |       |                       |                                     |
| València-Nord              | València - La Font de Sant Lluís-Hospital La Fe | L-6   | Puçol                 | Terol Saragossa-Delicias Osca       |
| València-Nord              | València - La Font de Sant Lluís-Hospital La Fe | 50    | Albuixech Sagunt      | Tortosa Barcelona-Estació de França |